# Циглер, Рихард
Рихард Циглер (нем. Richard Ziegler, псевдонимы Жан Георг Винсент, Роберт Циллер; 3 мая 1891, Пфорцхайм - 23 февраля 1992, там же) — немецкий живописец, рисовальщик и график.

## Биография
Ричард Циглер, сын учителя начальной школы, окончил гимназию Рейхлина, в 1910 и 1911 годах посещал Шекспировскую гимназию в Стратфорде-на-Эйвоне в Великобритании. Затем изучал немецкий язык в Женевском университете, Гейдельбергском университете и Грайфсвальдском университете, прервав обучение в 1919 году в связи с участием в Первой мировой войне, получив затем докторскую степень по немецкому языку. 
Впоследствии занялся творческой карьерой. В 1925 году он переехал в Берлин, где со следующего года принимал участие в выставках «Ноябрьской группы». В 1925 году женился на Матильде Розенталь, родственнице Макса Либермана, с которой развелся в 1928 году. 
В конце 1932 года Рихард Циглер эмигрировал в Югославию со своей еврейской невестой, а затем и второй женой Эдит Лендт, где он жил в основном на далматинском острове Корчула до 1937 года. С 1933 по 1935 год Циглер, ярый противник национал-социалистов, создал 29 монотипий с карикатурами на нацистских лидеров.
В 1937 году Ричард Циглер отправился в Англию, а в 1938 году женился на Эдит Лендт. С июля по сентябрь 1940 года он находился в заключении как «иностранец вражеской державы» в Хайтоне недалеко от Ливерпуля, а затем во время войны работал в британском Министерстве информации и Управлении военной информации США. Кроме того, под псевдонимом Роберт Циллер он работал карикатуристом и иллюстратором книг для таких изданий, как Die Zeitung, Die Auslese, Lilliput и Picture Post в Лондоне. Циглер, проживавший с англичанкой Сьюзан Сноу с 1944 года, получил британское гражданство в 1948 году.
Последние годы жизни Рихард Циглер провел в родном городе Пфорцхайм. В 1982 году он основал в Кальве Фонд Ричарда Циглера, которому завещал большую часть своих картин и графики. В 1991 году по случаю 100-летия со дня рождения Рихарду Циглеру было присвоено звание почетного гражданина города Пфорцхайм. Он умер в феврале 1992 года, незадолго до своего 101-го дня рождения.